# ضفدع الحولة الملون
ضفدع الحولة الملون (Latonia nigriventer) من البرمائيات وهو العضو الحي الوحيد من جنس Latonia .  كان يعتقد أنه انقرض نتيجة تدمير موطنه في الخمسينيات حتى تم اكتشاف الأنواع في عام 2011. وهو مستوطن في أهوار بحيرة الحولة في الأراضي الفلسطينية المحتلة.
من الأرجح أن تجفيف بحيرة الحولة وأهوارها في الخمسينيات قد تسبب في انقراض هذا النوع من الضفادع، وكذلك انقراض سمكة وراطة الحولة Acanthobrama hulensis وسمكة بلطي الحولة Tristramella intermedia. تم العثور على خمسة أفراد من هذا الضفدع قبل جفاف البحيرة. وقد تكون التغيرات البيئية التي طرأت على محمية الحولة سبب محتمل لعودة الضفدع للظهور.
يتميز الضفدع ببطن داكن اللون مع وجود بقع بيضاء صغيرة أما من الأعلى فهو خليط بين لون التراب مع لون الصدأ ثم يتدرج إلى اللون الزيتي والزيتي الأسود عند الأطراف. الفرق بينه وبين الضفدع الملون الشائع (Discoglossus pictus) يتضمن مسافة أكبر بين العينين، أطرافه الأمامية أطول، وأنفه أقل بروزاً. كانت عينة هذا النوع هي أنثى بالغة يبلغ طول جسمها 40 مليمتر (1.6 بوصة).
لا يعرف الكثير من المعلومات عنه نظراً لقلة العينات التي حصل عليها العلماء، فقد وجدت عينة مكونة من ضفدعين بالغين و شرغوفين فقط في عام 1940، وتم الحصول على عينة أخرى في عام 1955 و كان آخر ظهور لهذه الفصيلة في عام 2011. 
تم استخدام العينات الأربع من عام 1940 كأنواع لكن الضفادع الصغيرة النصف نامية تم أكلها من قبل الضفادع الأكبر في الحجز. 
وفقا لعلماء البيئة المسؤولين عن هيئة الطبيعة والمتنزهات الإسرائيلية، فإن الاسم العبري للضفدع: "agulashon shehor-gahon" (أي ذو البطن الأسود واللسان المستدير)، وهذا الوصف ينعكس في الاسم العلمي له أيضًا. لكن على عكس الضفادع الأخرى فإن هذا الضفدع لا يستخدم لسانه للصيد. 
تم اقتراح هذا الضفدع في الأصل ليكون عضوًا في جنس ضفاج Discoglossus ، لكن المزيد من التقييم الجيني والمورفولوجي بعد إعادة اكتشاف الأنواع أدى إلى إعادة تعيينه في جنس لاتونيا ، والتي لا توجد أمثلة حية أخرى معروفة فيها.  تم التعرف على أعضاء آخرين من جنس لاتونيا من خلال السجل الأحفوري وأنهم عاشوا منذ حوالي مليون سنة مضت.  واستناداً إلى تحاليل النشوء والتطور فإن التقديرات تشير إلى أن آخر سلف مشترك من جنس لاتونيا Latonia وأقرب جنس متصل بها (أي من جنس ضفاج Discoglossus)، قد عاش منذ نحو 32 مليون سنة. على هذا الأساس، تم تصنيف ضفدع الحولة الملون على أنه أحفور حي، و الكائن الوحيد الموجود الممثل للانقسام الجيني القديم.  

## حالة الحفظ
في عام 1996، صنفت IUCN هذا النوع على أنه «منقرض في البرية»، وهو أول حيوان برمائي يعطى هذا التصنيف من قبل IUCN.  بينما واصلت إسرائيل تصنيفه من الأنواع المهددة بالانقراض على أمل أن يتم العثور على مجموعات معمرة في  مرتفعات الجولان أو جنوب لبنان . بعد إعادة اكتشاف هذه الفصيلة في عام 2011، يعتبر الاتحاد الدولي لحفظ الطبيعة الاتحاد الدولي لحفظ الطبيعة الآن أن الضفدع معرض لخطر شديد حيث أن مساحة موطنه المعروف هي أقل من 2 كم2 .
في عام 2000 قام عالم من منظمة حماية البيئة A Rocha بإدعاء أنه رأى فصيلة ضفادع من المحتمل أن تكون ضفدع الحولة الملون في محمية العميق جنوب وادي البقاع في لبنان، لكن لم تسفر بعثتان فرنسيتان لبنانيتان بريطانيتان في عامي 2004 و 2005 عن تأكيد على وجود هذا النوع.  في آب / أغسطس 2010، نظمت مجموعة البرمائيات المتخصصة التابعة للاتحاد الدولي لحفظ الطبيعة بحثاً عن أنواع مختلفة من الضفادع التي يعتقد أنها انقرضت في البرية بما فيها ضفدع الحولة الملون. 
في عام 2013 تم نشر دراسة في صحيفة Nature communication أظهرت أنه خلال دورية روتينية لمحمية الحولة في عام 2011، وجد الحارس Yoram Malka الضفدع، وقد شك فوراً بأنه ضفدع الحولة الملون، حيث ادعى أنه كان في حالة مراقبة وبحث له لسنوات عديدة. وقد أكد العلماء أنه واحداً من هذه الفصيلة النادرة.    ونسب عالم بيئة في هيئة الطبيعة والمنتزهات الإسرائيلية فضل رؤية الضفدع إلى إعادة تجفيف المنطقة. في 29 نوفمبر في نفس العام، تم العثور على عينة أخرى في ذات المنطقة وكانت لأنثى ضفدع الحولة الملون تم العثور عليها في مستنقع أعشاب بعمق 20 سم، حيث كان وزنها 13غرام (نصف وزن نظيرها الذكر).  منذ اكتشاف العينة الأولى، تم العثور على ما لا يقل عن عشرة أفراد آخرين في المنطقة ذاتها. 
في عام 2016، اكتشف فريق بقيادة البروفيسور ساريج جافني من كلية علوم البحار بمركز روبين الأكاديمي سكانًا يبلغ عددهم عدة مئات من الأفراد من خلال البحث في الماء ليلًا عوضاً عن البحث في طين الأهوار، حيث تم العثور على المجموعات في حوالي 17 من أصل 52 حفرة مياه قاموا بمسحها في وادي الحولة.